# Maximilian Fretter-Pico
Maximilian Fretter-Pico (Karlsruhe, 6 febbraio 1892 – Kreuth, 4 aprile 1984) è stato un generale tedesco.

## Biografia

### I primi anni
Nato a Karlsruhe il 6 febbraio 1892, ebbe un fratello minore Otto Fretter-Pico, anche lui militare di rilievo nel secondo conflitto mondiale.
Fretter-Pico iniziò la propria carriera nell'esercito il 20 settembre 1910 come allievo ufficiale nel reggimento d'artiglieria del Granduca di Baden n. 14 a Karlsruhe, spostandosi dal marzo al novembre del 1911 all'accademia militare di Danzica per seguire dei corsi di perfezionamento. Il 27 gennaio 1912 venne promosso sottotenente e completò, dal settembre 1913 al gennaio 1914, un corso di artiglieria alla scuola di Jueterbog.

### La prima guerra mondiale
Quando scoppiò la Grande Guerra, col suo reggimento venne trasferito al fronte e nel gennaio del 1915 ottenne il comando di un treno di cannoni anti-dirigibili. Il 18 settembre 1915 venne promosso tenente. Nel maggio del 1916 si dimise dal comando ma rimase attivo sino al 1918 come aiutante in varie brigate e divisioni. Tra gennaio e febbraio del 1918 completò un nuovo corso di formazione dello staff generale nel gruppo dell'Alto Comando dell'esercito del duca Alberto di Württemberg. Prima della fine della guerra, il 18 ottobre 1918, venne promosso capitano e passò quindi al Reichswehr.

### Tra le due guerre mondiali
Venne incluso nello staff del 1º reggimento di artiglieria a Königsberg da dove venne trasferito nell'aprile del 1923 nello staff del 1º gruppo di comando a Berlino. Operò quindi dall'ottobre del 1927 presso il Ministero della difesa tedesco e fu comandante dall'ottobre del 1925 all'ottobre del 1826 di una compagnia del 6º reggimento di artiglieria prussiano ad Hannover.
Tornato a capo dell'8ª batteria del 6º reggimento d'artiglieria ad Hannover, mantenne tale comando sino al settembre del 1930. Dopo un corso di formazione della durata di due mesi presso Krampnitz, venne inserito nel personale della 1ª divisione di cavalleria a Königsberg. Qui rimase sino all'ottobre del 1933. Il 1º aprile 1932 venne promosso al grado di maggiore ed il 1º marzo 1935 a quello di tenente colonnello. Nell'ottobre del 1935 venne trasferito al Dipartimento Esteri dell'alto comando dell'esercito ed il 1º agosto 1937 venne promosso colonnello. Nel 1938 venne assegnato per alcuni mesi all'esercito turco per svolgere dei corsi di formazione ai militari della Turchia. Al suo ritorno, venne nominato capo di stato maggiore del comando generale del Grenztruppen Saarpfalz a Kaiserslautern.

### La seconda guerra mondiale
Dopo l'inizio della Seconda Guerra Mondiale, passò al XXIV Corpo d'Armata dal 17 settembre 1939. Prendendo parte alla campagna occidentale, venne trasferito in Francia. Il 1º marzo 1941 venne promosso al grado di maggiore generale e nell'aprile dello stesso anno venne trasferito per un breve periodo alla riserva. Il 19 aprile 1941 prese il posto di comandante della 97ª divisione di fanteria leggera. Con questa combatté l'inizio dell'Operazione Barbarossa contro l'Unione Sovietica. Il 1º novembre 1941, la divisione prese la città di Artemivs'k ed iniziò a predisporre l'accampamento per l'inverno con un centro di rifornimento e ristoro per la 17ª armata. Tuttavia, la divisione dovette spostare l'accampamento dalla città ad un'area fuori dalla portata dell'artiglieria nemica, che fu raggiunta da ulteriori avanzamenti verso est e dalla formazione della linea Troitskoye-Kalinovo-Kaganovicha. Sebbene questa linea andasse ben oltre le capacità difensive di una divisione e non ci fossero sufficienti attrezzature invernali disponibili, la divisione di Fretter-Pico fu in grado di respingere gli attacchi nemici da parte di forze numericamente superiori.
Per i successi della sua divisione Fretter-Pico venne premiato con la croce di cavaliere della croce di ferro il 27 dicembre 1941 e poi con la guida del XXX. Corpo d'armata. Il 15 gennaio 1942 fu prima promosso a tenente generale e già il 1º giugno di quello stesso anno la grado di generale d'artiglieria e comandante generale del corpo.
Nell'inverno del 1942/43, Fretter-Pico guidò il suo reparto e poi di nuovo il XXX. Corpo d'Armata. Ai primi di luglio 1944 fu per breve tempo riportato in riserva per poi prendere il comando della 6ª armata e riprendere un po' più tardi l'offensiva contro i sovietici sulla linea Iaşi-Chişinău. Il 25 marzo 1945 venne costretto a dimettersi dai suoi incarichi per aver disobbedito contro l'esplicito ordine di Hitler che gli aveva imposto di rimanere a Varsavia. Accertata la sua innocenza, il 30 marzo di quello stesso anno venne nominato comandante del IX distretto militare con sede a Kassel. Il 22 aprile 1945 venne fatto prigioniero dall'esercito statunitense, venendo rilasciato a metà del 1947.

### Nel dopoguerra

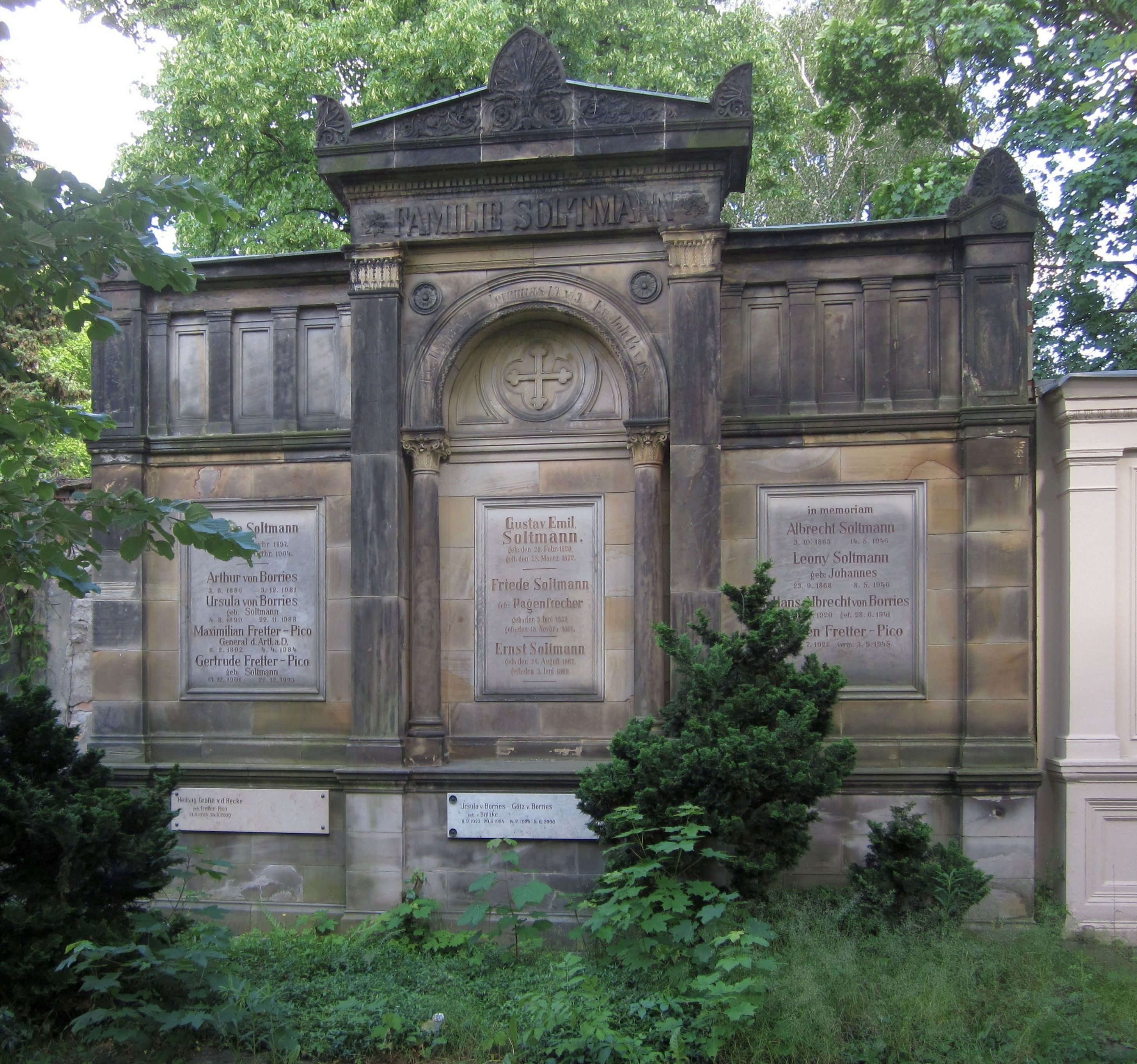
Tomba della famiglia Soltmann dove venne sepolto Maximilian Fretter-Pico a Berlino.

Negli anni del dopoguerra, si dedicò all'attività di scrittore, realizzando diverse pubblicazioni sul ruolo della Wehrmacht nel secondo conflitto mondiale.
Maximilian Fretter-Pico morì all'età di 92 anni il 4 aprile 1984 a Kreuth. Venne sepolto nel cimitero di Friedhof IV der Gemeinde Jerusalems- und Neue Kirche presso la Bergmannstraße a Berlino-Kreuzberg, nella tomba di famiglia della famiglia Soltmann, famiglia di sua moglie Gertrude (1901-1993).